# 戴佐施
戴佐施（1857年—1937年）美国人，美南浸信会来华传教士，曾于1911年短暂代理沪江大学校长。

## 生平
戴佐施曾就读于威克森林学院，后为美南浸信会神学院文学士。1888年，戴佐施受美南浸信会差遣，前往中国传教，驻上海。1909年至1918年担任沪江大学教授。其间，1911年，美北浸礼会传教士柏高德辞去沪江大学校长职务后，戴佐施曾代理校长数月，直到魏馥兰于同年继任校长。
1921年，戴佐施娶妻内地会、英美会女传教士贺素贞（E.E.Hall）。
1934年，戴佐施告老退休，仍居住在江苏扬州.1937年在扬州去世，享年80岁。